# Cantón Isidro Ayora
Isidro Ayora es uno de los 25 cantones de la provincia del Guayas en la República del Ecuador. Tanto el cantón como su cabecera cantonal, la ciudad de Isidro Ayora, llevan el mismo nombre en honor al expresidente Isidro Ramón Ayora Cueva.
El cantón Isidro Ayora está situado al noroeste de la provincia del Guayas.

## Historia
La historia de Isidro Ayora se remonta a 1841, cuando era conocido como la parroquia San Juan Soledad. En 1928, se cambió el nombre en honor al presidente de ese entonces, Isidro Ayora Cueva. En la actualidad, Isidro Ayora cuenta con varios recintos que han contribuido a su crecimiento y desarrollo a lo largo de los años, como Agua Blanca, Las Mercedes, Ciénega Redonda, Corozal, San Agustín, Pueblo Nuevo, La Chonta, Rosa de Oro, entre otros. 

## Geografía

### Cantones limítrofes con Isidro Ayora
| Noroeste: Pedro Carbo | Norte: Santa Lucía        | Noreste: Lomas de Sargentillo |
| Oeste: Pedro Carbo    |                           | Este: Lomas de Sargentillo    |
| Suroeste: Santa Elena | Sur: Lomas de Sargentillo | Sureste: Lomas de Sargentillo |

## Turismo
Sus elaboradas artesanías convierten a Isidro Ayora, conocido como el cantón de las hamacas, es una atracción para el turismo nacional. Vista del Parque Central del Cantón junto a la Iglesia, centro de recreación para divertirse junto con niños, jóvenes o adultos.
Es una de las Parroquias Eclesiásticas más antiguas de la Provincia del Guayas con 152 años de Fundación desde 1862

## Cultura

### Gastronomía
En cuanto a la gastronomía, en Isidro Ayora se pueden disfrutar de platos típicos como fritadas de cerdo, tortillas de maíz rallado y horneadas, arroz con menestra y carne asada al carbón, seco de gallina y encebollado de pescado. 

### Fiestas
Fiesta De cantonización En isidro ayora, 22 de noviembre de cada año

## Emblemas cívicos

### Bandera
Este emblema se compone de los colores blanco y verde en 2 franjas horizontales.La bandera fue ratificada por el Ilustre Consejo Cantonal, mediante ordenanza Municipal y publicada en Registro Oficial, No. 206 del 2 de diciembre de 1997 cuyo numeral segundo dice textualmente: “Ratificar nuestra Bandera, con sus colores blanco y verdes en dos franjas horizontales, conforme se ha venido conociendo y empleando desde su vida parroquial” Significado de los colores El color blanco significa la virtud de la gente Ayorense, y el verde la riqueza agrícola de los ampos del sector.

### Escudo
El escudo presenta a un cantón libre y soberano.
En la parte superior se encuentra el sol radiante que ilumina a un pueblo rico en el agro, y por ende donde vive su gente trabajadora y estudiosa. A los costados del sol, en el lado derecho se encuentran los colores de nuestra sagrada Bandera Nacional y al lado izquierdo están los olores de la Bandera de la Provincia.
Dentro del formato que encierran los símbolos que presenta la cultura y costumbres del cantón, en la parte superior derecha, se encuentra un campesino que labra la tierra y a sus pies observamos los varios productos que nos brinda nuestro pueblo como el arroz, maíz, banano, gandul, mangos de exportación y otros productos de consumo interno.
En el siguiente recuadro, al lado interno se hallan varios diseños que representan lo siguiente: La Iglesia, la fe religioso del catolicismo en su mayoría; la antorcha y sus manos entrelazadas, la libertad, el triunfo y la unión férrea de su gente presta a luchar por los intereses nobles del cantón; el casco con el ala simboliza el comercio de toda índole en el pueblo; el libro y la pluma, refleja que existe en el cantón gente culta y preparada, y por ende Instituciones Educativas que realzan más el pueblo. Los símbolos reposan sobre los colores blanco y verde de la Bandea de Isidro Ayora.
En la parte inferior, se ve una bella dama con una pastora en su cabeza tejiendo una hamaca y un canasto que son artesanías típicas de este rincón de la Patria.
A los lados del escudo se observa una rama de laurel y otra de olivo que detonan que es un pueblo por excelencia libre y pacífico que acoge con los brazos abiertos a los ciudadanos propios y visitantes.Y por último, en la parte inferior está una franja ondulada con los colores de la Bandera y el nombre del cantón ISIDRO AYORA.

### Transporte y acceso
Sus vías de acceso están pavimentadas y asfaltadas, existen caminos de tercer orden empedrados y lastrados en buenas condiciones, las siguientes cooperativas tienen este destino: Coop. Mi Piedacita, Coop. Pedro Carbo, el viaje dura una hora desde Guayaquil.